# NGC 171
NGC 171 je galaksija u zviježđu Kit.

## Vanjske poveznice
- SEDS: NGC 0171